# Oberweningen
Oberweningen (gzu. Oberwenige) – miejscowość i gmina (Politische Gemeinde) w północnej Szwajcarii, w kantonie Zurych, w okręgu (Bezirk) Dielsdorf.  

## Demografia
W Oberweningen mieszkają 1883 osoby. W 2021 roku 23,4% populacji gminy stanowiły osoby urodzone poza Szwajcarią.

## Transport
Przez teren gminy przebiega droga główna nr 17.